# Хальворсен, Харальд
Харальд Хальворсен (норв. Harald Halvorsen; 3 мая 1887 или 16 ноября 1878, Кристиания — 11 августа 1965, Осло) — норвежский гимнаст, серебряный призёр летних Олимпийских игр 1908 года.
На Олимпийских играх 1908 года в Лондоне Хальворсен участвовал только в командном первенстве, в котором его сборная заняла второе место.
За два года до этого, он вместе со своей сборной победил на неофициальных Олимпийских играх 1906 в Афинах, однако полученные на соревнованиях награды не признаются Международным олимпийским комитетом, так как игры прошли без его согласия.